# L'Empire en héritage
L'Empire en héritage est un roman uchronique de Serge Hayat publié en 2015 et édité par Allary Éditions,. 
L’œuvre est un récit initiatique centré sur le personnage du fils de Napoléon Ier, dont les aspirations le poussent à se lancer sur les traces de son père, et l'amènent ainsi à rencontrer plusieurs personnages historiques.

## Résumé
L'Empire en héritage relate la vie du duc de Reichstadt, surnommé l'Aiglon, fils de Napoléon Ier et de sa seconde épouse Marie-Louise d'Autriche, en imaginant ce qu'aurait été son destin s'il n'était pas mort de la tuberculose en 1832, à Vienne. Le texte est ainsi une uchronie qui prend certaines libertés quant à la version historique des faits. Par exemple, dans le roman Napoléon II naît en 1805 et Napoléon III en 1803. L'intention de l'auteur était d'imaginer le parcours initiatique du fils de Napoléon, qui décide de marcher sur les traces de son père.  
Le récit commence en 1821, alors que Napoléon II vit au château de Schönbrunn comme un prisonnier, sous l'égide de son grand-père François Ier d'Autriche. Il rêve de conquérir le trône de France. N'ayant pas connu son père, il tente d'en apprendre davantage sur celui-ci en fouillant la bibliothèque du château. Il réalise alors qu'il est le fils de Napoléon Ier. Par la suite, il parvient à quitter l'Autriche et à gagner Paris avec l'aide de complotistes qui voient en lui un moyen de prendre le pouvoir en France.  
Après diverses péripéties, au cours desquelles il croise la route de figures historiques telles que Metternich, Talleyrand, Hudson Lowe ou Napoléon III, l'Aiglon se rend sur l'île Sainte-Hélène où séjourne son père.

## Récompenses et accueil critique
L'Empire en Héritage a reçu en 2016 le Prix des lecteurs du magazine Notre Temps, qui récompense le premier roman d'un auteur de plus de 50 ans.
La sortie du roman a été bien accueillie par la presse francophone: Le Figaro, Le Soir, Paris Match, ou encore Le Point ont salué le premier roman de Serge Hayat.

## Éditions
- L'Empire en Héritage, Paris, Allary Éditions, 2015, 493 p. (ISBN 2-08-067472-2)
- L'Empire en Héritage, Paris, Pocket, 2016, 512 p. (ISBN 2266268198 et 978-2266268196)